# Fernando Rey
Fernando Rey născut Fernando Casado Arambillet, (n. 20 septembrie 1917, A Coruña, Galicia, Spania – d. 9 martie 1994, Madrid, Spania) a fost un actor spaniol de film.

## Filmografie selectivă
- 1956 Cântărețul mexican (Le Chanteur de Mexico), regia Richard Pottier
- 1956 Don Juan, regia John Berry
- 1958 Îndrăgostiți sub clar de lună (Les bijioteurs du claire de lune), regia Roger Vadim
- 1961 Viridiana, regia Luis Buñuel
- 1963 Șeherazada  (Shéhérazade), regia Pierre Gaspard-Huit
- 1965 Falstaff (Campanadas a medianoche), regia Orson Welles
- 1970 Companeros
- 1971 Filiera (The French Connection), regia William Friedkin
- 1971 The Light at the Edge of the World
- 1972 Farmecul discret al burgheziei
- 1973 Poliția acuză, legea achită (La polizia incrimina, la legge assolve), regia Enzo G. Castellari
- 1975 Filiera franceză (French Connection II), regia John Frankenheimer
- 1975 Corupție la palatul de justiție (Corruzione al palazzo di giustizia), regia Marcello Aliprandi
- 1976 Cadavre de lux (Cadaveri eccellenti), regia Francesco Rosi
- 1976 Deșertul tătarilor (Il deserto dei tartari), regia Valerio Zurlini
- 1977 Acest obscur obiect al dorinței
- 1977 The Assignment
- 1981 The Lady of the Camellias
- 1984 The Hit
- 1985 Black Arrow
- 1994 On the Far Side of the Tunnel